# (8567) 1996 HW1
A (8567) 1996 HW1 egy földközeli kisbolygó. A Spacewatch program keretében fedezték fel 1996. április 23-án.